# Cristina Salvador González
Cristina Salvador González (nascuda el 26 de setembre de 1991) és una nedadora catalana de natació sincronitzada, ja retirada, membre del CN Granollers.
Va guanyar 3 medalles de plata al Campionat del Món de 2013 a Barcelona, un bronze al Campionat del Món de natació de 2011, i una plata al Campionat del Món de natació de 2009. També va guanyar una plata i un bronze als campionats d'Europa de 2014, i un bronze al campionat d'Europa de 2016. Per aquest darrer triomf va rebre el 2017 la ‘Medalla Extraordinària al Mèrit Esportiu’ atorgada per la Federació Espanyola de Natació.
Després de la seva retirada ha seguit vinculada al món de la natació sincronitzada, el 2017 com a directora esportiva de la secció de sincro al Club Natació Granollers.